# Pedro de Heredia
Pour les personnes ayant le même patronyme, voir Heredia.
 (septembre 2017).
Si vous disposez d'ouvrages ou d'articles de référence ou si vous connaissez des sites web de qualité traitant du thème abordé ici, merci de compléter l'article en donnant les références utiles à sa vérifiabilité et en les liant à la section « Notes et références ».
Pedro de Heredia (Madrid, fin du XVe siècle - Zahara de los Atunes, 27 janvier 1554) est un conquistador castillan qui fonda Carthagène des Indes (Cartagena de Indias en espagnol) en 1533.

## Biographie
Bien qu’aucun document n’appuie cette hypothèse , il est communément admis que Pedro de Heredia est né à Madrid, puisque ses parents, Pedro de Heredia et Inés Fernandez, y habitaient. La date exacte de sa naissance est cependant inconnue. Il avait un seul frère, Alonso, qui l’accompagna dans presque toutes ses pérégrinations.   
Il se maria en 1516 avec Constanza Franca. Plus âgée que lui, son épouse possédait une fortune qu’elle avait héritée de son premier mari. Fortune que Heredia utilisa pour payer son premier voyage en Amérique et pour rembourser des dettes. Ce qui lui valut plusieurs procès de la part de Constanza qui l’accusait de l’avoir ruinée. De cette union naquit une fille et un fils, Antonio, qui une fois adulte vint rejoindre son père à Carthagène. 
Vers 1520, laissant derrière lui femme et enfants, Heredia s’embarqua pour les Indes occidentales pour fuir la justice après une rixe dans les rues de Madrid au cours de laquelle il fut défiguré.
À Saint-Domingue, il se dédia un certain temps à l’exploitation d’une plantation de canne à sucre ainsi que, probablement, à des expéditions de troc et de chasse aux esclaves sur la côte de l’actuelle Colombie. 
En 1528, à la suite de l’assassinat du gouverneur de Santa Marta, Rodrigo Bastidas, Juan de Vadillo fut envoyé par l’Audience royale de Saint-Domingue pour le remplacer de façon intérimaire et Pedro de Heredia l’accompagna comme lieutenant gouverneur. À leur arrivée, Heredia contribua à résoudre la dispute entre Vadillo et Rodrigo Alvarez Palomino que les habitants avaient élu pour remplacer Bastidas, en proposant un partage du pouvoir. Les deux gouverneurs intérimaires menèrent ensuite une expédition conjointe vers Rio Hacha au cours de laquelle Palomino se noya en traversant une rivière qui porte encore aujourd’hui son nom. Contournant ensuite la Sierra Nevada, Vadillo et Heredia se rendirent jusqu’à Valledupar dans la vallée du Rio Cesar, pillant tous les villages indigènes qu’ils rencontrèrent sur leur chemin. Ils revinrent à Santa Marta après avoir capturé des centaines d’esclaves et mis la main sur une grande quantité d’or.
À l’arrivée en 1529 de Garcia de Lerma, nommé gouverneur de Santa Marta par la Couronne, Pedro de Vadillo fut accusé d’avoir dissimulé une partie du butin obtenu afin d’éviter de payer le quinto royal ainsi que de cruauté envers les indigènes, et il fut envoyé à Saint-Domingue pour y être jugé. Quant à Pedro de Heredia, il retourna en Espagne où il se démena pendant plusieurs années afin d’obtenir de la Couronne la permission de conquérir la région de Carthagène des Indes. 

### Carthagène des Indes
La côte où se situe Carthagène fut explorée pour la première fois en 1501 par une expédition commandée par Rodrigo Bastidas (le futur fondateur de Santa Marta en 1526), accompagné, entre autres, par Vasco Nunez de Balboa (le futur découvreur de l'océan Pacifique en 1513) et Juan de la Cosa (le pilote de la Santa Maria, le navire amiral de Christophe Colomb lors de son premier voyage en 1492).  

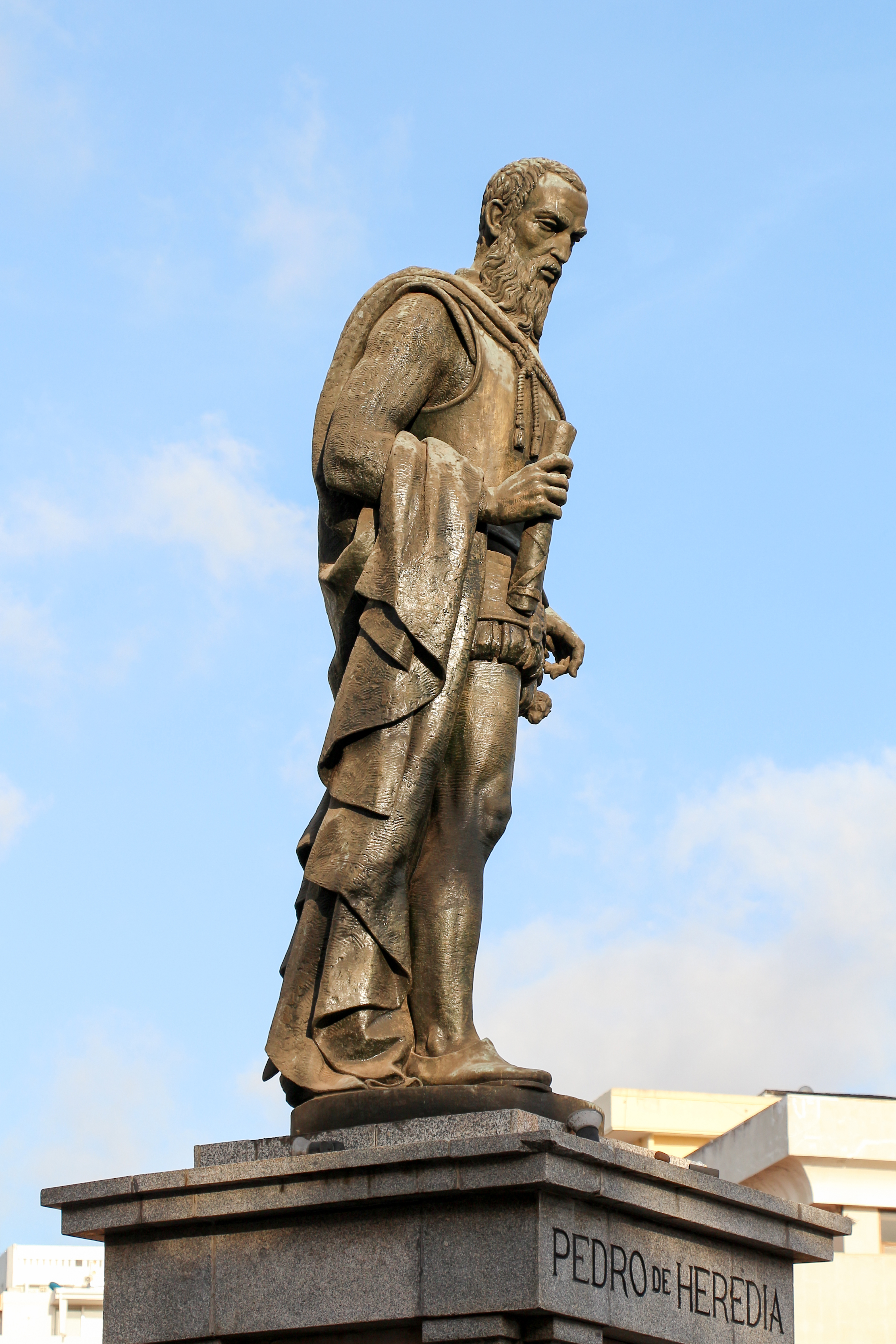
Statue de Pedro de Heredia à Carthagène des Indes.

En 1509, la Couronne accorda à Alonso de Ojeda et Juan de la Cosa la permission d’établir une colonie sur la côte de la Tierra Firme entre le cap de la Vela et le golfe de Uraba tout en accordant simultanément à Diego de Nicuesa le territoire situé à l’ouest du golfe qu’on baptisa Castille d'Or. L’expédition Ojeda-la Cosa débarqua dans la baie de Carthagène et dut affronter la résistance des habitants du village de Turbaco. Juan de la Cosa fut tué lors d’une première bataille qui se solda par une défaite pour les espagnols. Mais Ojeda revint à l’assaut après avoir reçu des renforts et les turbacos furent cette fois anéantis. Après avoir ainsi pacifié la zone, Ojeda décida d’établir un premier établissement sédentaire plus loin sur la côte est du golfe de Uraba. San Sebastian de Uraba fut cependant abandonnée quelques mois plus tard à cause du manque de nourriture et de l’hostilité des villages indigènes voisins. Blessé, Ojeda retourna à Saint-Domingue, tandis que, conseillé par Vasco Nunez de Balboa, les survivants de l’expédition traversèrent le golfe de Uraba pour fonder Santa Maria la Antigua del Darien, située sur le territoire de la Castille d'Or. Sous les ordres de Balboa, qu’ils avaient élu comme caudillo, ils se débarrassèrent de Diego de Nicuesa et soumirent le territoire de l’isthme de Panama. Alertée par la découverte de l’océan Pacifique (1513), la Couronne nomma en 1514 un nouveau gouverneur pour la Castille d'Or, Pedro Arias de Avila (mieux connu sous le nom de Pedrarias), qui, cinq ans plus tard, fit exécuter Balboa pour trahison. Au cours des années suivantes, Pedrarias envoya plusieurs expéditions explorer la région de Carthagène, mais elles furent toutes repoussées par les indigènes. 
La Couronne étudia pendant deux ans la demande de Pedro de Heredia d’aller conquérir Carthagène qui, selon lui, « était la terre la plus riche de las Indias, bien que peuplée des plus belliqueux des Indiens». Cette permission lui fut accordée en 1532, lui concédant du même coup le titre de gouverneur sur la côte et les iles entre le Rio Magdalena et le milieu du golfe de Uraba, ainsi que les terres s’étendant dans l’intérieur jusqu’à la ligne équinoxiale. 

### Fondation de Carthagène

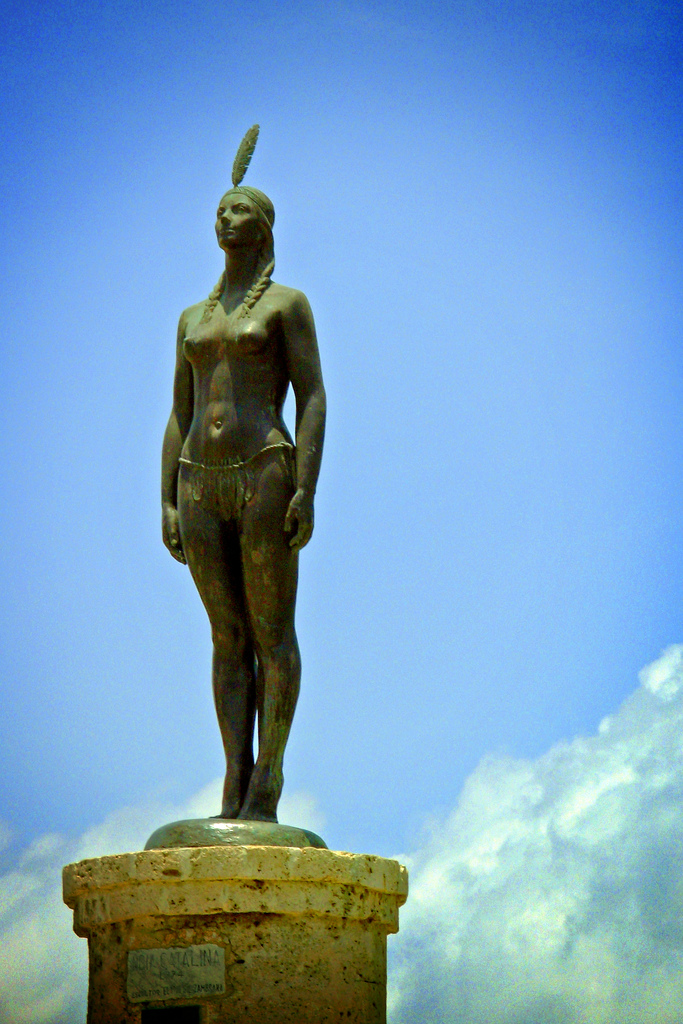
Statue de l'India Catalina

Les trois navires transportant les 115 hommes et les 22 chevaux de l’armée de Pedro de Heredia quittèrent du port de Sanlucar de Barrameda le 29 septembre 1532. La flottille fit une escale de huit jours à l’ile de La Gomera dans l’archipel des Canaries avant d’arriver à Porto Rico où trente hommes commandés par Francisco Cesar se joignirent à l’expédition. Il s’agissait des survivants de l’expédition ratée de Sebastien Cabot au Rio de la Plata. 
Dans les premiers jours de novembre, ils débarquèrent à Azua, sur l’ile de Saint-Domingue, où se trouvait la plantation de canne à sucre de Heredia. Une vingtaine d’hommes s’ajoutèrent encore à son armée, ainsi que l'India Catalina, une indigène capturée quand elle était encore une enfant dans la région de Carthagène et qui maîtrisait bien la langue espagnole.
Il n’y a pas d’unanimité parmi les historiens au sujet de la date d’arrivée de l’expédition à Carthagène, car les chroniqueurs de l’époque se contredisent. Cependant une lettre de Pedro de Heredia établit qu’il y débarqua le 14 janvier 1533. Pour ce qui est de la fondation de la ville, la polémique est encore plus vive, certains proposent le 20 janvier, alors que d’autres avancent plutôt la date du 1er juin. Un consensus semble cependant s’établir à partir du fait que le site de Calamar, le village indigène situé au fond de la baie de Carthagène, n’était pas approprié pour y ériger un établissement permanent à cause du manque d’eau potable. Cette première fondation aurait donc été temporaire en attendant de trouver un meilleur site. 
En pénétrant dans le village de Calamar, les conquistadors le découvrirent inhabité à l’exception d’un vieillard, Corienche, qui leur expliqua par l’entremise de Catalina que les habitants s’étaient réfugiés dans le village de Turbaco, là même où Juan de la Cosa avait trouvé la mort en 1509. Heredia décida de s’y rendre et tomba dans une embuscade. Leurs attaquants furent mis en déroute après un dur combat au cours duquel trente Espagnols furent blessés et un seul fut tué. 
Au cours des mois suivants, Heredia explora les territoires situés à l’est de la ville en longeant la côte jusqu’à Zamba. Les habitants de ce village le reçurent amicalement et lui offrirent de l’or. Il suivit ensuite la rive du Rio Magdalena, qui servait de frontière avec Santa Marta, la colonie voisine, puis revint vers Calamar sans avoir trouvé un meilleur site pour établir une colonie. C’est pourquoi il fonda officiellement la ville de Carthagène des Indes à cet endroit le 1er juin 1533, car, malgré le manque d’eau potable, la baie dans laquelle elle se trouvait était parfaite pour l’établissement d’un port. Ayant récolté une grande quantité d’or dans les nombreux villages rencontrés sur son chemin, la nouvelle se répandit rapidement faisant en sorte que dès l’année suivante la ville compta 800 hommes, ce qui aggrava la pression sur les maigres ressources alimentaires de la région et amplifia les tensions parmi les nouveaux arrivés. 

### Conquête de la province de Cartagena de las Indias
La conquête de la province de Carthagène se déroula en deux grandes étapes, toutes sous la gouverne de Pedro de Heredia. La première correspond à son premier mandat, de 1533 à 1536, et la seconde coïncide avec son second mandat, de 1540 à 1544.  

#### Premier mandat de Pedro de Heredia (1533-1536)
Après l'exploration initiale de la zone côtière, Heredia entreprit la conquête proprement dite du territoire de la province de Carthagène en commençant par assujettir les habitants des iles situées aux alentours de la baie de Carthagène. Puis, à partir de janvier 1534, il dirigea son armée vers le sud à la recherche d’un chemin vers le Pérou. C’est ainsi que la région du rio Sinu fut explorée. Les indigènes de cette région, les Zenus, ayant l’habitude d’enterrer leurs morts avec des objets en or, quelques sépultures furent ouvertes et révélèrent leurs trésors. Encouragée par cette découverte, l’expédition continua son chemin dans l’espoir de découvrir d’encore plus grandes richesses, mais elle se heurta à un mur infranchissable de montagnes. Épuisés et accablés par la faim, les conquistadors revinrent vers le Sinu, où s’amorça un conflit entre le chef de l’expédition et ses hommes au sujet du partage du butin retiré des sépultures. De plus, comme Heredia contrôlait le ravitaillement qui arrivait de Saint-Domingue, il vendait la nourriture à des prix si élevés que les membres de son armée devaient se résoudre à lui remettre la presque totalité de leurs parts du butin s’ils ne voulaient pas mourir de faim. 
Des expéditions menées par Alonso de Heredia, le frère de Pedro, furent lancées vers le rio Magdalena jusqu’au confluent du rio Cauca dans l’espoir de contourner les montagnes et d’y trouver des provisions de maïs, car la recherche de nourriture était devenue aussi primordiale que la quête de l’or. Beaucoup d’hommes perdirent la vie au cours de ces expéditions et les résultats furent peu satisfaisants. Le mécontentement s’amplifia, d’autant plus que le gouverneur fut accusé d’avoir envoyé des expéditions au loin afin de pouvoir accaparer des trésors enfouis dans les sépultures du Sinu. De plus, Heredia, talonné par ses créanciers, réclamait désormais une plus grande part des butins récoltés sous le prétexte qu’il devait rembourser les dettes contractées pour monter et transporter son armée.
Une autre expédition, encore conduite par Alonso, fut menée le long du rio Atrato, au sud du golfe du Uraba, à la recherche des mines de Dadeiba, d’où aurait été tiré l’or que détenaient les indigènes de la côte, fruit de siècles d’échanges commerciaux avec les tribus peuplant la Cordillère Occidentale (Antioquia). Revenu bredouille, Alonso refonda, en mai 1535, la ville de San Sebastian, fondée en 1509 par Alonso de Ojeda et presque aussitôt abandonnée. Une partie de ses hommes désertèrent pour se rendre à Acla, dans la province de Panama (Castille d'Or), d’où ils envoyèrent des émissaires à Saint-Domingue pour se plaindre auprès de l’Audience royale des agissements de Pedro de Heredia. L’irruption de Alonso de Heredia dans le sud du golfe de Uraba amorça également un conflit territorial avec Julian Gutiérrez, le représentant du gouverneur de la Castille d’Or sur ce territoire. 

À la même époque, l’évêque de Carthagène, fray Tomas de Toro, écrivit :   
La plus grande partie des habitants de ce pays sont en révolte à cause des cruautés et des mauvais traitements que leur infligent les chrétiens, lesquels partout où ils passent brûlent les récoltes et la terre, et s’ensanglantent les mains en coupant en deux les enfants, pendent leurs parents aux branches des arbres, coupent les mains à certains et en grillent d’autres sur des bûchers ». Selon lui, le risque était grand de voir la région totalement se dépeupler.
L’Audience royale de Saint-Domingue nomma un juge en résidence, Juan Vadillo, qui arriva à Carthagène le 19 février 1536 et procéda à l’arrestation des deux frères Heredia sous quatre chefs d’accusation : 
1- De frauder la Couronne en ne payant pas le quinto royal. 
2- De s’être approprié le butin qui aurait dû être partagé entre les participants de l’expédition.
3- D’empiéter sur le territoire de la province de Castille d'Or. 
4- De maltraiter les indigènes et de les réduire en esclavage.

#### Premier jugement en résidence
La Couronne espagnole avait transplanté dans les Indes occidentales l’institution du jugement en résidence (juicio de residencia) qui datait du haut Moyen Âge et qui avait comme fonction de s’assurer du bon comportement de ses fonctionnaires. Malgré la distance, ils devaient rendre compte de leurs actes. 
Aussitôt débarqué à Carthagène, Vadillo assuma le gouvernement de la province et ordonna à Pedro de Heredia et à son frère, qui se trouvaient tous les deux à San Sebastian, de se présenter devant lui pour subir leur jugement. Une fois cela fait, Pedro et Alonso furent incarcérés et enchaînés, et leurs biens saisis. Les témoins furent appelés à déposer leurs dénonciations. Comme la grande majorité des conquistadors et des habitants de Cartagena étaient mécontents du comportement violent et souvent peu scrupuleux de Heredia, les témoignages étaient nombreux, trente-quatre en tout, dont Catalina, l’interprète et probable amante du gouverneur.
Au cours des mois qui suivirent, Juan Vadillo procéda à un réaménagement des rues de la ville, fit ériger des édifices publics et relança les expéditions d’exploration et de conquête interrompues par le procès. Il envoya ainsi, en aout 1536, Francisco Cesar à la tête de 100 hommes explorer la région située au sud du Senu jusqu’au rio Cauca avant de revenir à San Sebastian.
Très rapidement, les agissements de Juan Vadillo suscitèrent des plaintes de la part des habitants de Carthagène et certains se portèrent à la défense des frères Heredia, injustement traités selon plusieurs témoignages. On reprochait à Vadillo de commettre les mêmes délits que ceux du gouverneur déchu, c’est-à-dire, en spéculant sur les aliments, en réduisant en esclavage les indigènes, et en omettant de payer le quinto royal.   
Informé de ces plaintes, l’empereur Charles V décida le 20 novembre 1537 d’envoyer un second juge en résidence à Carthagène, Juan de Santa Cruz, dans le but de soumettre Juan Vadillo à un jugement en résidence. Pour éviter cette mesure, Vadillo prit la tête d’une expédition qui quitta San Sebastian en janvier 1538 en ayant comme objectif de découvrir les mines de Dadeiba. L’expédition composée de 200 hommes et 300 chevaux rejoignit le rio Cauca et le remonta jusqu’à Cali où elle se heurta en décembre 1538 au représentant que Francisco Pizarro y avait envoyé pour surveiller Sebastian de Belalcazar que le vice-roi du Pérou soupçonnait, avec raison, d’œuvrer pour son propre compte. 
Déçus du peu de butin obtenu sous les ordres de Vadillo, les membres de son expédition, du moins environ la moitié de ceux qui avaient pris le départ et parmi lesquels se trouvait le chroniqueur Pedro Cieza de Leon , abandonnèrent leur chef et se joignirent aux forces du Pérou afin de participer à la conquête des territoires environnants. Déchu de son commandement, Vadillo revint à Carthagène par la route de Popayan, Quito, Panama, où il fut arrêté et conduit à Carthagène d’où on l’expédia en Espagne où il s’affaira pendant vingt ans à se défendre contre les accusations portées contre lui. On lui reconnaît cependant d’avoir été le premier à avoir parcouru le chemin entre le golfe de Uraba et le Pérou.

#### Second mandat de Pedro de Heredia (1540 à 1544)
Pedro de Heredia, qui avait récupéré sa liberté avec l’arrivée de Santa Cruz, se rendit à Séville pour réclamer et obtenir, en juillet 1540, un second mandat comme gouverneur de Carthagène. Le terrain était libre pour lui quand il revint, triomphant, dans la ville qu’il avait fondée, car à ce moment-là Santa Cruz était déjà reparti à Sant-Domingue subir son propre jugement en résidence. 
Heredia consacra la première année de son second mandat à répartir des encomiendas parmi les conquistadors qui lui étaient restés fidèles, pouvoir qu’il n’avait pas lors de son premier mandat. Les années suivantes furent marquées, d'une part, par le raid du corsaire français Roberto Baal (Jean-François de la Rocque de Roberval) au cours duquel la ville fut complètement rasée, et, d'autre part, par les conflits avec les gens de Popayan en relation avec la province de Antioquia. Heredia soutenait qu’elle avait été découverte par des expéditions de Carthagène, celles de Francisco Cesar et de Juan Vadillo et prétendait qu’elle faisait partie de sa juridiction. Il effectua plusieurs expéditions dans cette région au cours desquelles il réalisa des fondations de villes qui furent éphémères et au cours desquelles il s’empara à plusieurs reprises de la ville de Antioquia, fondée par Jorge Robledo, un lieutenant de Sebastian de Belalcazar que la Couronne venait de nommer gouverneur de Popayan. Cette zone était importante parce que l'on considérait que c’était de là que provenait l’or des indigènes de toute la région.

#### Second jugement en résidence
En décembre 1544 arriva à Carthagène, Miguel Diaz de Armendariz, envoyé pour appliquer les nouvelles lois promulguées par la Couronne dans le but de protéger les indigènes contre les abus et pour soumettre Pedro de Heredia à un jugement en résidence. Armendariz assuma le gouvernement de la province et fit emprisonner Pedro et Alonso avant de les envoya en Espagne. Toutefois, devant la résistance des encomienderos il renonça à appliquer les nouvelles lois. 

#### Troisième mandat de Pedro de Heredia (1549-1553)
Heredia revint comme gouverneur de Carthagène à la fin de 1549 et il fut témoin de l’incendie qui détruisit presque entièrement la ville en 1550. Trois années plus tard, il fut à nouveau soumis à un jugement en résidence. Emprisonné il réussit à s’évader et il s’enfuit vers l’Espagne. Cependant le navire sur lequel il prenait place fit naufrage le 27 janvier 1554 au large de Zahara de los Atunes, non loin de Cadiz, et il mourut noyé.

### La figure de Pedro de Heredia
La gestion de Pedro de Heredia fut très controversée. Cela se justifiait en partie par l’obligation qu’il avait de satisfaire les ententes conclues avec ses partenaires financiers, ce qui entraîna de violentes querelles avec les hommes qui composaient son armée. Il n’eut aucun scrupule à mettre la main sur l’argent du roi ou sur celui de ses compagnons pour atteindre ses objectifs. C’est peut-être pour cette raison que son gouvernement fut marqué par un manque d’autorité qui affecta négativement son gouvernement.
Malgré tout, il faut signaler que son règne sur la province de Carthagène se prolongea, en tenant compte des interruptions dues aux jugements en résidence, sur deux décennies, ce qui le démarque de la majorité des autres conquistadors. Cependant, sa marque personnelle sur ce territoire peut se réduire à un seul fait : la décision d’avoir choisi le site où il allait établir la capitale de sa province, car Carthagène fut en effet appelée à jouer pendant plusieurs siècles un rôle clé dans les communications navales de l’Empire espagnol.